# Calopteryx exul
Calopteryx exul är en trollsländeart som beskrevs av Selys 1853. Calopteryx exul ingår i släktet Calopteryx och familjen jungfrusländor. Inga underarter finns listade i Catalogue of Life.
Arten förekommer glest fördelad i norra Afrika från Marocko över Algeriet till Tunisien. Den vistas i kulliga regioner och i bergstrakter mellan 200 och 1950 meter över havet. Calopteryx exul hittas i våtmarker kring snabbt flyttande vattendrag.
Beståndet hotas av vattenföroreningar och torka. IUCN kategoriserar arten globalt som starkt hotad.